# Bienvenue chez les Ch'tis
Bienvenue chez les Ch'tis (Bem-vindo ao Norte em Portugal e A Riviera Não é Aqui no Brasil)  é uma comédia francesa, dirigida por Dany Boon e lançada em 2008.  Em julho do mesmo ano, o filme tornou-se a produção francesa mais assistida de toda a história, e o segundo filme mais visto na França, atrás apenas de Titanic.
O filme conta as aventuras e o choque cultural vivido por Philippe Abrams (interpretado por Kad Merad), um funcionário de uma agência dos correios no sul do país, que se muda por dois anos para Bergues, uma cidade em Nord-Pas-de-Calais, região cujos habitantes são conhecidos como Ch'tis.